# Горб, Татьяна Владимировна
Горб Татьяна Владимировна (27 мая 1935, Ленинград, СССР — 2013, Санкт-Петербург, Российская Федерация) — советская художница, живописец, график, член Санкт-Петербургского Союза художников (до 1992 года — Ленинградской организации Союза художников РСФСР).

## Биография
Родилась 27 апреля 1935 года в Ленинграде в семье ленинградского художника и педагога В. А. Горба.
В 1954 году поступила на графический факультет в Ленинградский институт живописи, скульптуры и архитектуры имени И. Е. Репина. Занималась у отца, Александра Трошичева, Александра Зайцева, Леонида Овсянникова. В 1961 году окончила институт по мастерской профессора Михаила Таранова с присвоением квалификации художника-графика. Дипломная работа — оформление и иллюстрации к роману Э. М. Ремарка «Три товарища».
С 1965 года участвовала в выставках. Писала портреты, городские и ландшафтные пейзажи, натюрморты, жанровые композиции. Работала в технике масляной живописи, акварели, линогравюры. В 1970 году принята в члены Ленинградского Союза художников.
Индивидуальный стиль Татьяны Горб складывался под влиянием личности и творчества отца. Живописную манеру отличают сдержанный колорит, интерес к разработке тональных отношений и светотеневых модуляций. Использовала различные приёмы письма — от тонких лессировок до энергичного раздельного мазка и корпусной кладки краски.
С 1985 года преподавала в Средней художественной школе.
Произведения Горб находятся в музеях и частных собраниях в России, Финляндии, США, Великобритании и других странах.